# Geospiza fuliginosa
Il fringuello terricolo piccolo (Geospiza fuliginosa Gould, 1837) è un uccello della famiglia Thraupidae, endemico delle isole Galápagos in Ecuador.